# Stazione meteorologica di Partanna
La stazione meteorologica di Partanna è la stazione meteorologica di riferimento relativa alla località di Partanna.

## Coordinate geografiche
La stazione meteorologica si trova nell'Italia insulare, in Sicilia, in provincia di Trapani, nel comune di Partanna, a 407 metri s.l.m. e alle coordinate geografiche 37°43′N 12°53′E.

## Dati climatologici
In base alla media trentennale di riferimento 1961-1990, la temperatura media del mese più freddo, gennaio, si attesta a +9,1 °C; quella del mese più caldo, agosto, è di +26,4 °C .
| Partanna           | Mesi | Mesi | Mesi | Mesi | Mesi | Mesi | Mesi | Mesi | Mesi | Mesi | Mesi | Mesi | Stagioni | Stagioni | Stagioni | Stagioni | Anno |
| Partanna           | Gen  | Feb  | Mar  | Apr  | Mag  | Giu  | Lug  | Ago  | Set  | Ott  | Nov  | Dic  | Inv      | Pri      | Est      | Aut      | Anno |
| ------------------ | ---- | ---- | ---- | ---- | ---- | ---- | ---- | ---- | ---- | ---- | ---- | ---- | -------- | -------- | -------- | -------- | ---- |
| T. max. media (°C) | 12,3 | 13,0 | 15,3 | 18,2 | 23,5 | 28,7 | 31,8 | 31,9 | 28,1 | 22,7 | 17,2 | 13,7 | 13,0     | 19,0     | 30,8     | 22,7     | 21,4 |
| T. min. media (°C) | 5,9  | 5,7  | 7,3  | 9,4  | 13,2 | 17,0 | 20,2 | 20,9 | 17,8 | 14,1 | 10,5 | 7,1  | 6,2      | 10,0     | 19,4     | 14,1     | 12,4 |